# Episodi di The Patty Duke Show (prima stagione)
La prima stagione della serie televisiva The Patty Duke Show è andata in onda negli Stati Uniti dal 18 settembre 1963 al 20 maggio 1964 sulla ABC.
| nº | Titolo originale              | Prima TV USA      |
| -- | ----------------------------- | ----------------- |
| 0  | Pilot                         | 1963              |
| 1  | The French Teacher            | 18 settembre 1963 |
| 2  | The Genius                    | 25 settembre 1963 |
| 3  | The Elopement                 | 2 ottobre 1963    |
| 4  | The House Guest               | 9 ottobre 1963    |
| 5  | The Birds and the Bees Bit    | 16 ottobre 1963   |
| 6  | The Slumber Party             | 23 ottobre 1963   |
| 7  | The Babysitters               | 30 ottobre 1963   |
| 8  | The Conquering Hero           | 6 novembre 1963   |
| 9  | The President                 | 13 novembre 1963  |
| 10 | Double Date                   | 20 novembre 1963  |
| 11 | The Actress                   | 27 novembre 1963  |
| 12 | How to be Popular             | 4 dicembre 1963   |
| 13 | The Songwriters               | 11 dicembre 1963  |
| 14 | Princess Cathy                | 18 dicembre 1963  |
| 15 | The Christmas Present         | 25 dicembre 1963  |
| 16 | Auld Lang Syne                | 1º gennaio 1964   |
| 17 | Horoscope                     | 8 gennaio 1964    |
| 18 | The Tycoons                   | 15 gennaio 1964   |
| 19 | Author! Author!               | 22 gennaio 1964   |
| 20 | The Continental               | 29 gennaio 1964   |
| 21 | Let 'Em Eat Cake              | 5 febbraio 1964   |
| 22 | Going Steady                  | 12 febbraio 1964  |
| 23 | Are Mothers People?           | 19 febbraio 1964  |
| 24 | The Con Artist                | 26 febbraio 1964  |
| 25 | The Perfect Teenager          | 4 marzo 1964      |
| 26 | Chip off the Old Block        | 11 marzo 1964     |
| 27 | The Wedding Anniversary Caper | 18 marzo 1964     |
| 28 | Pen Pals                      | 25 marzo 1964     |
| 29 | The Friendship Bit            | 1º aprile 1964    |
| 30 | A Slight Case of Disaster     | 8 aprile 1964     |
| 31 | Patty, the Foster Mother      | 15 aprile 1964    |
| 32 | The Drop Out                  | 22 aprile 1964    |
| 33 | Leave it to Patty             | 29 aprile 1964    |
| 34 | The Little Dictator           | 6 maggio 1964     |
| 35 | The Working Girl              | 13 maggio 1964    |
| 36 | The Cousins                   | 20 maggio 1964    |

## Pilot
- Prima televisiva: 1963

### Trama
- Guest star: Mary Scott (receptionist), Geraldine Wall (cameriera), Patty Duke (Patty Lane / Cathy Lane), Mark Miller (Martin Lane), Jean Byron (Natalie Lane), Charles Herbert (Ross Lane), John McGiver (J.R. Castle), Eddie Applegate (Richard Harrison), Phyllis Coates (segretaria), Eva Nord (hostess)

## The French Teacher
- Prima televisiva: 18 settembre 1963
- Diretto da: William Asher
- Scritto da: Sidney Sheldon

### Trama
- Guest star: Jean-Pierre Aumont (André Malon), Eddie Applegate (Richard Harrison), Kim Haley (Alice)

## The Genius
- Prima televisiva: 25 settembre 1963
- Diretto da: William Asher
- Scritto da: Sidney Sheldon

### Trama
- Guest star: Joey Trent (Craig), Bill McNally (Emil), Eddie Applegate (Richard Harrison), Hildy Parks (Miss Morgan), Coni Hudak (Antonia), George Grant (Peter), John C. Attie (August), Budd Truland (Mr. Hawks), Kim Haley (Alice), Paul Lynde (Mr. Snell)

## The Elopement
- Prima televisiva: 2 ottobre 1963
- Diretto da: William Asher
- Scritto da: Sidney Sheldon

### Trama
- Guest star: John Marriott (impiegato), Don Carmichael (Mr. Peters), Eddie Applegate (Richard Harrison), Nathaniel Frey (Mr. Landers), John McGiver (J.R. Castle)

## The House Guest
- Prima televisiva: 9 ottobre 1963
- Diretto da: William Asher
- Scritto da: Sidney Sheldon

### Trama
- Guest star: Ilka Chase (zia Pauline)

## The Birds and the Bees Bit
- Prima televisiva: 16 ottobre 1963
- Diretto da: Stanley Prager
- Scritto da: Sidney Sheldon

### Trama
- Guest star: Susan Melvin (Nikki Lee Blake)

## The Slumber Party
- Prima televisiva: 23 ottobre 1963
- Diretto da: Stanley Prager
- Scritto da: Pauline Townsend, Leo Townsend

### Trama
- Guest star: John Spencer (Henry), Timothy Neufeld (Tom), Kim Haley (Alice), Pamela Toll (Mary), Jo Ann Mariano (Emily), Eddie Applegate (Richard Harrison)

## The Babysitters
- Prima televisiva: 30 ottobre 1963
- Diretto da: Stanley Prager
- Scritto da: R. S. Allen

### Trama
- Guest star: Bob Kaliban (Charlie Anderson), Heywood Hale Broun (Mr. Mickel), Donnie Melvin (Bobby Mickel), Eddie Applegate (Richard Harrison)

## The Conquering Hero
- Prima televisiva: 6 novembre 1963
- Diretto da: William Asher
- Scritto da: Jerry Davis, Lee Loeb

### Trama
- Guest star: Charles Nelson Reilly (Coach), Pamela Toll (Mary), Jane Connell (Mrs. Coglan), Larry Poland (Stretch)

## The President
- Prima televisiva: 13 novembre 1963
- Diretto da: Stanley Prager
- Scritto da: Sidney Sheldon

### Trama
- Guest star: Pamela Toll (Mary), Mary Young (Ella), Skip Hinnant (Ted), Patricia Bosworth (Miss Morgan), Kim Haley (Alice), Joyce Richardson (Susan), Eddie Applegate (Richard Harrison)

## Double Date
- Prima televisiva: 20 novembre 1963
- Diretto da: Stanley Prager
- Scritto da: Ray Singer, Dick Chevillat

### Trama
- Guest star: Parker McCormick (Mrs. Crown), John C. Attie (Peter), Margaret Hamilton (cameriera), Skip Hinnant (Ted), Lu Leonard (infermiera), Ralph Bell (dottor WIlliams), Pamela Toll (Mary), Eddie Applegate (Richard Harrison)

## The Actress
- Prima televisiva: 27 novembre 1963
- Diretto da: Stanley Prager
- Scritto da: Sidney Sheldon

### Trama
- Guest star: Eddie Applegate (Richard Harrison), Adeline Leonard (segretario/a), John C. Attie (Henry), Matt Crowley (dottor Lewis), Jon Stone (Talent Scout), Walter Kattwinkel (Dore Schary), Jeff Siggins (Eros), Jill Hill (Sue), Jo Ann Mariano (Mary), Alan Mowbray (Mr. Strassman)

## How to be Popular
- Prima televisiva: 4 dicembre 1963
- Diretto da: William Asher
- Scritto da: Sidney Sheldon

### Trama
- Guest star: Timothy Neufeld (Tom), Kim Haley (Alice), Joey Trent (Craig), John Spencer (Henry), Frankie Avalon (se stesso), Eddie Applegate (Richard Harrison)

## The Songwriters
- Prima televisiva: 11 dicembre 1963
- Diretto da: William Asher
- Scritto da: Sidney Sheldon

### Trama
- Guest star: Pierre Epstein (Songwriter), Joel Crager (annunciatore), Phil Foster (Sam Cramer), Paul McGrath (Charles Remington), Jimmy Dean (se stesso), Judy Sheridan (segretario/a), Timothy Neufeld (ragazzo delle consegne), Eddie Applegate (Richard Harrison)

## Princess Cathy
- Prima televisiva: 18 dicembre 1963
- Diretto da: Stanley Prager
- Scritto da: Sidney Sheldon

### Trama
- Guest star: Joyce Richardson (Susan), Jill Hill (Mary Ann), Dick Caruso (Kalmere), Daniel Ocko (generale Sureka)

## The Christmas Present
- Prima televisiva: 25 dicembre 1963
- Diretto da: Stanley Prager
- Scritto da: Sidney Sheldon

### Trama
- Guest star: John McGiver (J.R. Castle)

## Auld Lang Syne
- Prima televisiva: 1º gennaio 1964
- Diretto da: Stanley Prager
- Scritto da: Sidney Sheldon

### Trama
- Guest star: Peter Clune (impiegato/a compagnia aerea), Toni Darnay (segretario/a), Peter Turgeon (Bennett Blake), John McGiver (J.R. Castle)

## Horoscope
- Prima televisiva: 8 gennaio 1964
- Diretto da: Alan Rafkin
- Scritto da: Sidney Sheldon

### Trama
- Guest star:

## The Tycoons
- Prima televisiva: 15 gennaio 1964
- Diretto da: Alan Rafkin
- Scritto da: Sidney Sheldon

### Trama
- Guest star: Truman Smith (Mr. Dobson), Joey Trent (Craig), Neva Patterson (Miss Mason), Eddie Applegate (Richard Harrison), Brooke Winsten (Helen), Leslie Eustace (segretario/a), Joyce Richardson (Susan), Jane Buchanan (Mary), Susan Tyrrell (Sue Ellen), Robert Q. Lewis (Gregory Madison)

## Author! Author!
- Prima televisiva: 22 gennaio 1964
- Diretto da: Stanley Prager
- Scritto da: Sidney Sheldon

### Trama
- Guest star: Jeff Siggins (Alfred), Eddie Applegate (Richard Harrison), Roger C. Carmel (Mr. Blair)

## The Continental
- Prima televisiva: 29 gennaio 1964
- Diretto da: Stanley Prager
- Scritto da: Sidney Sheldon

### Trama
- Guest star: Henry Lascoe (Popodapolous), Eddie Applegate (Richard Harrison), Skip Hinnant (Ted), Ruth Kobart (Mrs. Atkinson), Susan Melvin (Nikki Lee Blake)

## Let 'Em Eat Cake
- Prima televisiva: 5 febbraio 1964
- Diretto da: Stanley Prager
- Scritto da: Sidney Sheldon

### Trama
- Guest star: George S. Irving (Mr. Brown), Shannon Bolin (Mrs. Davis), Eddie Applegate (Richard Harrison), Margaret Hamilton (Mrs. Williams), Leah Waggner (Mrs. Roberts)

## Going Steady
- Prima televisiva: 12 febbraio 1964
- Diretto da: Stanley Prager
- Scritto da: Sidney Sheldon

### Trama
- Guest star: Eddie Applegate (Richard Harrison), David Doyle (Mr. Harrison)

## Are Mothers People?
- Prima televisiva: 19 febbraio 1964
- Diretto da: Stanley Prager
- Scritto da: Sidney Sheldon

### Trama
- Guest star: Joan Copeland (Joan Hollis)

## The Con Artist
- Prima televisiva: 26 febbraio 1964
- Diretto da: Stanley Prager
- Scritto da: Sidney Sheldon

### Trama
- Guest star: Sam Greene (Mr. Rogers), Estelle Parsons (Mrs. Appleton), Sybil Bowan (Mrs. Smythe), Paul Reed (Mr. Hansen)

## The Perfect Teenager
- Prima televisiva: 4 marzo 1964
- Diretto da: Stanley Prager
- Scritto da: Arnold Horwitt

### Trama
- Guest star: Sal Lombardo (Nick), Charles Randall (direttore artistico), Cliff Hall (Chief Judge)

## Chip off the Old Block
- Prima televisiva: 11 marzo 1964
- Diretto da: Stanley Prager
- Scritto da: Rod Parker

### Trama
- Guest star: Jeff Siggins (Philip), Jo Ann Mariano (Alice), Charles White (Mr. Brewster), John C. Attie (George), Cliff Carpenter (Mr. Roger), K. C. Ligon (Juliet), Eddie Applegate (Richard Harrison)

## The Wedding Anniversary Caper
- Prima televisiva: 18 marzo 1964
- Diretto da: Stanley Prager
- Scritto da: Sidney Sheldon

### Trama
- Guest star:

## Pen Pals
- Prima televisiva: 25 marzo 1964
- Diretto da: Stanley Prager
- Scritto da: Sidney Sheldon

### Trama
- Guest star: Joan Koll (Alice), Peggy Lane (Mary), Eddie Applegate (Richard Harrison)

## The Friendship Bit
- Prima televisiva: 1º aprile 1964
- Diretto da: Stanley Prager
- Scritto da: Sidney Sheldon

### Trama
- Guest star: Alberta Grant (Maggie), Jeff Siggins (Alfred), Eddie Applegate (Richard Harrison), Matt Crowley (dottor Fayer), Jim Begg (cameriere), Skip Hinnant (Ted)

## A Slight Case of Disaster
- Prima televisiva: 8 aprile 1964
- Diretto da: Stanley Prager
- Scritto da: Phil Shuken

### Trama
- Guest star: Marijane Maricle (Saleslady), Diane Deering (Mrs. Gordon), Kitty Sullivan (Sue Ellen Turner), Frank Behrens (Mr. Carey), Joe E. Marks (prestatore su pegno), Adeline Leonard (acquirente), Fran Lee (Mrs. Atkinson), Alberta Grant (Mary)

## Patty, the Foster Mother
- Prima televisiva: 15 aprile 1964
- Diretto da: Stanley Prager
- Scritto da: Sidney Sheldon

### Trama
- Guest star: Natalie Ross (Mrs. Johnson), Jeff Siggins (Alfred), Patricia Englund (Mrs. Lomax), Eddie Applegate (Richard Harrison), Jim Begg (Eddie), Delfini De Arco (Kim)

## The Drop Out
- Prima televisiva: 22 aprile 1964
- Diretto da: Stanley Prager
- Scritto da: Sidney Sheldon

### Trama
- Guest star: David Doyle (Mr. Harrison), Don Scardino (Arthur), Arthur Rubin (Pat), Eddie Applegate (Richard Harrison), Alberta Grant (Maggie), Sammy Smith (Harry)

## Leave it to Patty
- Prima televisiva: 29 aprile 1964
- Diretto da: Stanley Prager
- Scritto da: Arnold Horwitt

### Trama
- Guest star: Jo Ann Mariano (Ellen), John C. Attie (George), Kitty Sullivan (Sue Ellen Turner), Eddie Applegate (Richard Harrison), Edmund Gaynes (Walter), John Kenny (Binky Bristol)

## The Little Dictator
- Prima televisiva: 6 maggio 1964
- Diretto da: Stanley Prager
- Scritto da: Sidney Sheldon

### Trama
- Guest star: Kitty Sullivan (Sue Ellen Turner), Natalie Ross (Mrs. Levett), Eddie Applegate (Richard Harrison), Charles White (Mr. Brewster), G. Anderson (Bill), Lois Holmes (Grace), Jeff Siggins (Alfred), Edmund Gaynes (Walter), Bill McNally (Pete), Alberta Grant (Maggie)

## The Working Girl
- Prima televisiva: 13 maggio 1964
- Diretto da: Stanley Prager
- Scritto da: Sidney Sheldon

### Trama
- Guest star: John C. Attie (George), Timothy Neufeld (Bill), Sammy Smith (Mr. Anderson), Alberta Grant (Maggie), Eddie Applegate (Richard Harrison)

## The Cousins
- Prima televisiva: 20 maggio 1964
- Diretto da: William Asher
- Scritto da: Sidney Sheldon

### Trama
- Guest star: Eddie Applegate (Richard Harrison), John McGiver (J.R. Castle), Geraldine Wall (cameriera), Phyllis Coates (segretario/a), Mary Scott (receptionist)